# Macrophya montana
Espèce
Synonymes
- Macrophya rustica (Linnaeus, 1758)[1]
- Tenthredo montana Scopoli, 1763[1]

La Macrophie rustique (Macrophya montana) est une espèce d'insectes hyménoptères de la famille des Tenthredinidae.

## Description
Macrophya montana mesure de 9 à 11 mm. Noir avec jaune.

## Distribution
Europe, Afrique du nord, Turquie et Iran.

## Écologie
Les larves se développent sur les feuilles de Rubus. Les imagos fréquentent les ombelles des Apiacées de mai à juillet.

## Liste des sous-espèces
Selon NCBI (27 décembre 2017) :
- Macrophya montana arpaklena Ushinskij, 1936
- Macrophya montana montana